# Rzeka graniczna

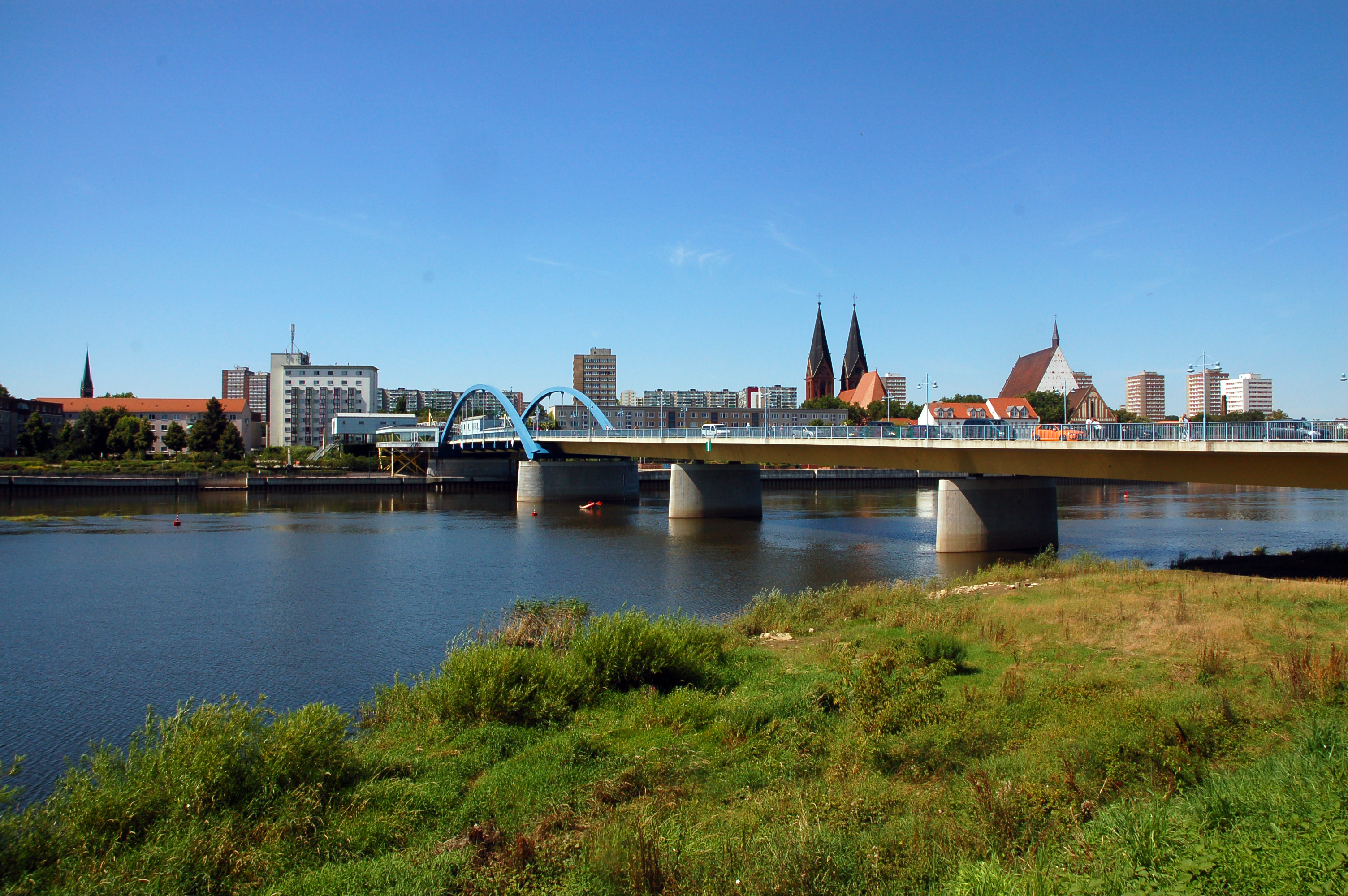
Odra na granicy polsko-niemieckiej

Rzeka graniczna – rzeka, wzdłuż której została wytyczona granica danego terytorium lub jednostki administracyjnej.